# Hôtel Boudon
L'Hôtel Boudon, appelé aussi Hôtel Meynier de Salinelles, est un édifice civil de la ville de Nîmes, dans le département du Gard et la région Languedoc-Roussillon. Il est inscrit monument historique depuis 2004.

## Localisation
L'édifice est situé 2 et 4 rue de Bernis. Il ne doit pas être confondu avec l'Hôtel Meynier de Salinelles, situé 8 rue de l'Aspic.

## Historique
En 1736, l'édifice est acheté par le marchand Laurens Boudon. Remodelé entre 1760 et 1770, il est racheté en 1838 par la famille Meynier de Salinelles, puis en 1940 par la banque Arnaud-Gaidan et enfin en 1980 par la ville de Nîmes.
En 2020 l’ensemble est racheté par le groupe immobilier « François 1er », spécialisé dans la restauration d’immeubles anciens et classés. Sa complète réhabilitation doit débuter à l’été 2021, sous l’égide des bâtiments de France (architecte : Nathalie d’Artigues), et doit durer 2 ans. Une fois celle-ci terminée, l’hôtel particulier devrait abriter à la fois des logements privatifs et un espace culturel pluridisciplinaire ouvert au public.

## Architecture
Il comporte deux immeubles autonomes, avec une même façade et une même cour. Chaque entrée a son escalier d'honneur. Dans un des salons, la cheminée est couverte de carreaux en faïence et de marbres colorés. Au numéro 4, le grand vestibule ovale et décoré de niches mène au majestueux escalier suspendu avec rampe en fer forgé ouvragée.